# Иоанникий (Бураковский)
Иоанникий Бураковский (1741—1789) — архимандрит Ниловой пустыни Русской православной церкви. 
Бураковский родился в 1741 году. Принял монашество с именем Иоанникий в Нило-Столбенской пустыни, будучи подканцеляристом. 
По смерти архимандрита Ниловой пустыни Феодосия (умер 2 сентября 1781 года) «вкладчики» пустыни подали местному архиерею несколько прошений, чтобы настоятелем пустыни определен был Иоанникий, как человек давно живущий в пустыни и известный «отменным для богоугодных дел рачением». 
Пустынь не была в штате, а содержалась на пожертвования «разных вкладчиков и приезжающих во оную богомольцев» и сохраняла даже некоторые особые характерные черты общежительного порядка; по представлению преосвященного Священный Синод назначил настоятелем пустыни Иоанникия, который и был возведен в архимандриты 30 ноября 1781 года.
Иоанникий Бураковский умер 20 мая 1789 года.